# Quách Văn Kế
Quách Văn Kế (1897-1976) là một võ sư Việt Nam, người sáng lập môn phái Lam Sơn Võ Đạo.
Quách Văn Quế quê ở Hà Nội. Ông từng học võ với các võ sư Hàn Bái, Ba Cát, Bảy Mùa. Trong chiến tranh Việt-Pháp, ông từng dạy võ cho Thanh niên Tiền phong và bộ đội Việt Minh. Năm 1949, ông mở võ đường Lam Sơn và từng đảm trách chức vụ Chủ tịch Tổng cuộc Quyền thuật Việt Nam ở Sài Gòn năm 1960. Võ thuật của ông được con trai của ông là Quách Văn Phước và những học trò của ông tiếp tục truyền dạy với tên gọi "Lam Sơn võ đạo". Ông qua đời tại Dĩ An (Bình Dương).